# 日本LGBT权益
日本LGBT权益是指日本LGBT（男同性恋、女同性恋、双性恋与跨性别等）人士相关权利及其保障。日本相关民事法律规范中未对LGBT权益进行规定，但自愿的同性性行為在日本自1882年起合法。
2023年6月23日，日本公布《有关促进国民关于性取向及性别认同的多样性的理解的法律》，该法于公布之日起施行。该法指出不应以性取向或性别认同为理由进行不当的歧视，并为政府及职场、学校等场所规定了相关义务，努力促进公众理解。

## 同性性行为合法性
和欧美国家不同，日本的传统宗教，不论神道教、佛教还是儒教均没有对LGBT的明显反对，事實上日本在古代還流行過所謂的男風文化，許多知名的日本歷史人物也均有關係密切的男性伴侶。
在明治时代，西方文化引进日本後，肛交曾被1872年《鸡奸律条例》及1873年《改定律例》认定有罪。但1880年參照法國刑法制定的舊刑法未規管肛交，同法1882年施行後雞姦罪即告消滅。自此，日本没有任何法律反对同性恋，但相較於古代，現今的日本社會對同性恋看法仍保守許多。

## 民事权利
日本的同等权利法曾被数次修订，但在这些修订中重点关注的是性别歧视和工作场所中的性骚扰。
1997年，日本同性恋运动协会在起诉东京政府禁止同性恋使用大都市青年住房的案例中胜诉。尽管没有扩大到反对其它由政府支持的性取向歧视范围，但这起案件经常被作为民权的例子在法庭上被引用。自此，东京政府通过了相关法律禁止在工作上的性别认定歧视。
2015年3月31日，东京都涩谷区议会通过了承认同性伴侣关系的新条例，以保障该群体在租房、医疗探视等方面的权益。这是日本乃至亚洲的首部同性伴侣条例。该条例于同年4月1日生效。
2015年11月5日，东京都世田谷区当天下午开始发同性伴侣登记宣誓证书。
2016年4月1日，三重县伊贺市正式开始承认同性伴侣、开始发放同性伴侣证书，证书的作用在该市相当于结婚证，这是继东京都涩谷区、世田谷区之后，日本第三个办理同性伴侣证书的地方政府，这些证书还获得日本一些大公司承认。 
2016年6月1日，兵庫縣宝塚市正式承认同性伴侣并开始发放同性伴侣证书。住在该市年满20岁的同性伴侣可申请，相当于结婚证，例如伴侣可共同申请市政府管理的住房。 
2016年7月8日，沖繩縣那霸市开始受理同性伴侣证书的申请。居住在该市，年满二十周岁的同性伴侣可以申请。
2017年6月1日起，北海道札幌市政府开始发放同性伴侣宣誓证书，当天已有几对同性恋情侣拿证。札幌市是日本第六个承认同性伴侣的地区，是目前发同性伴侣证的日本最大城市。证书可用于住房、保险等方面，日本有不少公司也把这类证书作为雇员同性配偶福利或客户家属的凭证。 
2018年4月2日，福岡縣福冈市政府开始承认同性伴侣、发伴侣证书（对象包括同性恋或跨性别者），市长在市政厅为第一对申请的伴侣发放了宣誓证书。
2018年7月9日，大阪市开始发同性伴侣证书，市长当天在市政厅为第一批共3对同性恋伴侣签发了证书，这几对伴侣在签署宣誓书之后从市长手里领到卡片样式的证明。市长在现场讲话表示希望国家立法承认同性伴侣。
此外，截至2018年9月1日。日本已有8个地方政府承认同性伴侣关系的合法性，另有长崎县、埼玉县、千叶县、东京都中野区等地政府均计划在近期内陆续开放同性伴侣关系的注册。
2021年1月為止已有74個地方政府建立了同性伴侶登記制度，涵蓋了日本33.4%的人口。到2020年底為止，全國共有1,516對同性伴侶登記。
2021年3月17日，北海道札幌地方法院判決日本政府不承認同性婚姻違憲。這是日本歷史上，第一次對同性婚姻合宪性所做出的判決。
2022年6月20日，大阪法院裁定，日本禁止同性婚姻「不構成違憲」，並駁回3對同性伴侶提出索償合共300萬日圓傷害賠償的要求，日本性小眾維權人士對結果表示失望。 
2025年，大阪高等法院裁定，日本不承認同性婚姻，違反憲法保障的婚姻自由及法律之下人人平等。是繼札幌、東京、福岡、名古屋各高院後的第5例違憲判決。

## 性别认定
2004年，《性同一性障害特例法》施行，允许公民在经过变性手术后更改自己的法律性别。然而日本最高法院在2023年认为此要求「限制了人的自由权利，违背自己的意愿侵犯身体」，宣布其违宪，惟由于日本消极的违宪审查机制，最高法院亦无权终止法律施行，现有待国会修改相关法律。
2024年7月10日，广岛高等法院首次做出决定，允许被诊断患有性别认同障碍的人在不进行手术的情况下将户籍上的性别从男性更改为女性。这是日本继最高法院裁定「强制手术」的要求违宪后，首次做出无需手术就获准将性别从男性更正为女性的判决。

## 同性婚姻
同性婚姻目前不被认可。但已有地方法院判决婚姻制度未涵盖同性恋群体违宪。同性伴侣关系在全國層面亦未被承认，但至2023年初255個地方自治體立法承認，覆蓋全國65%的人口。

### 領養
日本厚生勞動省於2011年制定小孩領養手冊，各地方政府得以依據該手冊自行認可小孩領養申請。而在這手冊上，在欲申請為養父母的條件上並沒有直接將同性伴侶排除在外，厚生勞動省家庭福祉課表示：「依據手冊，同性伴侶欲申請成為養父母是有機會的」，但實際上並不確定是否能申請通過。
大阪市針對欲領養小孩的大人設置了「兒童相談所」，透過面試、理解制度上的計畫與意願等，領養意願者接受約一星期的課程後就可以申請領養小孩，交由專家組成的社會福祉審議會諮詢，最後再交由市長認可。成為受認可的「里親」之後，才得以配對適合的小孩。
「里親」（寄養）制度不同於日本既有的養父母「收養」制度。「收養」僅限於「已婚夫婦」共同收養小孩，但「里親」制在設計上則是強調「具有照顧、扶養小孩」能力的「大人」皆可申請。
大阪市「里親」制度，於2016年12月認可第一對同性伴侶申請成功。

## 对于卖淫的认定
基于1958年的《卖春防止法》，卖淫在日本被认定有罪。由于同性性行为在日本法律中不被认为是性行为，而是被认为一种和性行为类似的行為，所以同性卖淫经常被地方性的法律处罚。

## 政治支持
LGBT权益在日本很少被公开讨论，多数政党也没有发表任何正式态度，但一般認為現今日本政府對於LGBT权益的看法與歐美和拉美國家相比較仍舊保守許多。

## 日常生活
日本古代幾乎沒有反對或迫害LGBT权益的歷史，相反的是在當時反而對異性戀之間的男女相處有其嚴格的規範，但自江戶幕府後期和明治維新後，日本社會對於LGBT权益的看法變得保守許多，甚至在1873年之後的七年間同性戀還一度會認為是違法行为，讓很多LGBT人士多只能生活在社會底層或是在被迫過雙面人的生活，不過近年來日本社會已經開始慢慢正式注意到相關的議題並開始向政府爭取其權益，年輕世代也多支持給予LGBT相關人士更多法律上的保障。

## 流行文化
2014年任天堂推出模擬人生遊戲《朋友收藏集：新生活》，就曾因為玩家無法選擇同性婚姻而被投訴。隔年任天堂公司推出電玩《火焰之紋章：命運》，遊戲中將提供同性婚姻的選擇。

## 总结
| 项目                                               | 合法性                                                                    |
| -------------------------------------------------- | ------------------------------------------------------------------------- |
| 同性性行为                                         | （自1882年）                                                              |
| 平等的同意年龄                                     | （自1882年）                                                              |
| 适用于雇佣关系的反歧视法                           | / 部分城市已立法保障（例如東京、大阪等大城市）                            |
| 适用于商品及服务的反歧视法                         | / 部分城市已立法保障（例如東京、大阪等大城市）                            |
| 适用于其他领域的反歧视法（包括间接歧视、厌恶言论） | / 部分城市已立法保障（例如東京、大阪等大城市）                            |
| 同性婚姻                                           | （有地方法院认为不提供同性婚姻制度属“違憲”或“违宪状态”）                  |
| 承认同性伴侣                                       | 多地可登記，覆蓋全國逾半人口                                              |
| 同性伴侣养育过继子女                               | No                                                                        |
| 同性伴侣共同领养                                   | No                                                                        |
| 可以公开服务于军队                                 | Yes                                                                       |
| 更改法律性别                                       | （自2004年）                                                              |
| 穿着異性服飾的合法性                               | 在日本的跨性別流行文化中，例如動漫等，被稱為偽娘、偽郎、無性別男/女生等。 |
| 女同性恋体外受精                                   | No                                                                        |
| 男同性恋商业代孕                                   | No                                                                        |
| 男男性接触人群允许捐血                             | Yes                                                                       |